# Michael Keaton

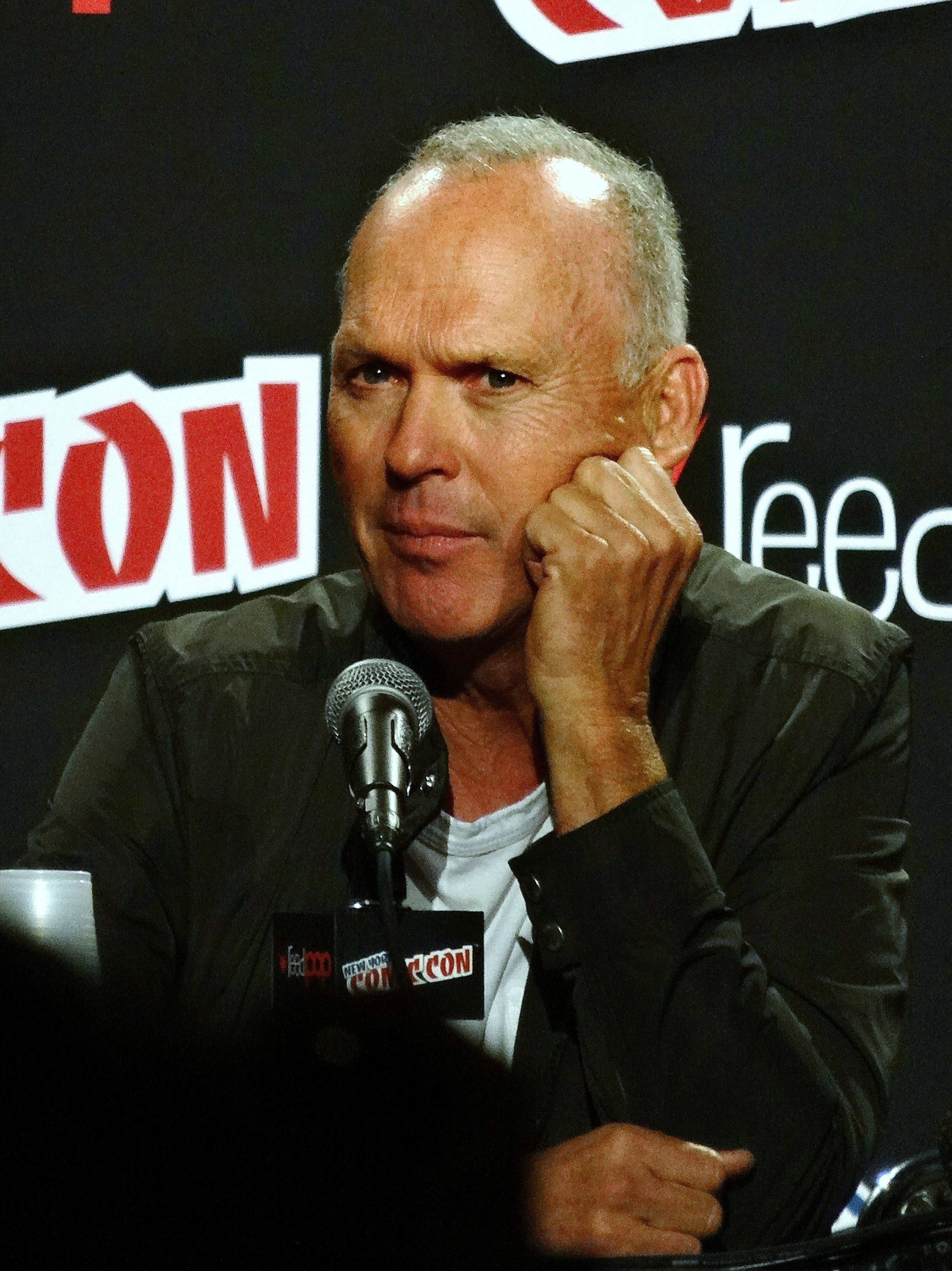
Michael Keaton (2014)

Michael Keaton, właśc. Michael John Douglas (ur. 5 września 1951 w Coraopolis) – amerykański aktor i producent filmowy.

## Życiorys

### Wczesne lata
Urodził się w Coraopolis w stanie Pensylwania w rodzinie rzymskokatolickiej jako najmłodszy z siedmiorga dzieci Leony Elizabeth (z domu Loftus) i George’a Alexandra Douglasa. Jego ojciec miał pochodzenie niemieckie, angielskie, szkockie i irlandzkie. W 1969 ukończył Mountour High School i studiował retorykę w Kent State University w Kent, w stanie Ohio.

### Kariera
Swój pierwszy kontakt z przemysłem filmowym miał jako operator kamery w lokalnej telewizji kablowej WQED (TV) w Pittsburghu. Swój pseudonim artystyczny przyjął po przeczytaniu wywiadu z aktorką Diane Keaton, laureatką Oscara za rolę w Annie Hall, aby nie być mylonym z Michaelem Douglasem, synem Kirka, wówczas gwiazdą serialu Ulice San Francisco oraz komikiem Mikiem Douglasem.
Po gościnnym udziale w sitcomach CBS – Maude (1977) i Cały jarmark (All’s Fair, 1977) – zagrał postać reżysera w nominowanym do nagrody Oscara 21-minutowym filmie krótkometrażowym Różne podejście (A Different Approach, 1978).
Na kinowym ekranie zadebiutował rolą gadatliwego i poczciwego Billa Blażejowskiego w komedii Nocna zmiana (Night Shift, 1982) ze Shelley Long. Później zachwycał swoim talentem w komediach: Pan mamuśka (Mr. Mom, 1983) w roli bezrobotnego gospodarza domowego i Niebezpieczny Johnny (Johnny Dangerously, 1984) jako ułomny gangster. Postać demona Beetlejuice w komedii fantasy Tima Burtona Sok z żuka (Beetle Juice, 1988) i kreacja zadłużonego agenta walczącego z nałogiem narkotykowym w lecznicy dla osób uzależnionych w dramacie Czysty i trzeźwy/Niespotykanie trzeźwy człowiek (Clean and Sober, 1988) przyniosła mu nagrodę krytyków filmowych National Society of Film Critics (NSFC). Odniósł sukces rolą człowieka-nietoperza/Bruce’a Wayne’a w dwóch kasowych hitach kinowych Tima Burtona – Batman (1989) i Powrót Batmana (Batman Returns, 1992).
Wybierał starannie role, zapadając w pamięci widzów jako lokator-terrorysta w dreszczowcu Pacific Heights (1990), Dogberry w adaptacji komedii szekspirowskiej Kennetha Branagha Wiele hałasu o nic (Much Ado About Nothing, 1993), chory nieuleczalnie Bob, który filmuje swoje ostatnie miesiące życia dla nie narodzonego jeszcze dziecka w dramacie Gra o życie (My Life, 1993), rywalizujący ze swoją przełożoną redaktor gazety w komedii Zawód: dziennikarz (The Paper, 1994) z Glenn Close, detektyw z działu narkotykowego w filmie akcji Quentina Tarantino Jackie Brown (1997) z Robertem De Niro, groźny przestępca-dawca szpiku kostnego w W akcie desperacji (Desperate Measures, 1997), detektyw Ray Nicolette w filmie sensacyjnym Stevena Soderbergha Co z oczu, to z serca (Out of Sight, 1998) z George’em Clooneyem i Jennifer Lopez oraz prezydent Mackenzie w komedii romantycznej Foresta Whitakera Córka prezydenta (First Daughter, 2004) z Katie Holmes.

## Życie prywatne
W 1981 poznał Caroline McWilliams. Pobrali się 4 kwietnia 1982. Mają syna Seana Douglasa (ur. 1983). Jednak w styczniu 1990 doszło do rozwodu. Spotykał się z gwiazdą porno Rachel Ryan (1988), Michelle Pfeiffer (1989), Courteney Cox (od 1989 do lipca 1995) i Audrą Lynn (w czerwcu 2003).

## Filmografia
- 1982: Nocna zmiana (Night Shift)
- 1983: Pan mamusia (Mr. Mom)
- 1984: Johnny Dangerously
- 1986: Gung Ho
- 1986: Touch and Go
- 1987: The Squeeze
- 1988: She’s Having a Baby
- 1988: Sok z żuka (Beetlejuice)
- 1988: Niespotykanie trzeźwy człowiek (Clean and Sober)
- 1989: Drużyna marzeń (The Dream Team)
- 1989: Batman jako Batman / Bruce Wayne
- 1990: Wzgórza Pacyfiku (Pacific Heights)
- 1991: One Good Cop
- 1992: Powrót Batmana (Batman Returns) jako Bruce Wayne / Batman
- 1992: Porco Rosso (dubbing w 2003)
- 1993: Wiele hałasu o nic (Much Ado About Nothing)
- 1993: Gra o życie (My Life) jako Bob Jon
- 1994: Zawód: dziennikarz (The Paper) jako Henry Hackett
- 1994: Miłosne wybory (Speechless)
- 1996: Mężowie i żona (Multiplicity) jako Doug Kinney
- 1997: Abbottowie prawdziwi (Inventing the Abbotts) jako narrator
- 1997: Jackie Brown jako Ray Nicolet
- 1998: W akcie desperacji (Desperate Measures) jako Peter McCabe
- 1998: Co z oczu, to z serca (Out of Sight)
- 1998: Jack Frost jako Jack Frost
- 2000: A Shot at Glory
- 2001: Quicksand
- 2002: Na żywo z Bagdadu (Live from Baghdad)
- 2004: Córka prezydenta (First Daughter) jako prezydent Mackenzie
- 2005: Głosy (White Noise) jako Jonathan Rivers
- 2005: Game 6
- 2005: Garbi: super bryka (Herbie: Fully Loaded) jako Ray Peyton Sr.
- 2005: Ostatni raz (The Last Time) jako Ted
- 2006: Auta (Cars) jako Marek Marucha (głos)
- 2007: Firma – CIA (The Company) jako James Angleton
- 2010: Policja zastępcza jako Gene Mauch
- 2010: Toy Story 3 jako Ken (głos)
- 2013: Uwięziona w mroku (Penthouse North) jako Hollander
- 2014: Need for Speed jako Monarch
- 2014: Birdman jako Riggan Thomson / Birdman
- 2015: Spotlight jako Walter „Robby” Robinson
- 2016: McImperium (The Founder) jako Ray Kroc
- 2017: Spider-Man: Homecoming jako Adrian Toomes / Vulture
- 2017: American Assassin jako Stan Hurley
- 2020: Proces Siódemki z Chicago jako Ramsey Clark
- 2021: Lekomania jako Samuel Finnix[9]
- 2022: Morbius jako Adrian Toomes / Vulture
- 2023: Flash jako Bruce Wayne / Batman
- 2023: Zbrodnie pamięci jako John Knox
- 2024: Beetlejuice Beetlejuice jako Beetlejuice